# 대구교도소
대구교도소(大邱矯導所)는 일제강점기부터 이어져 온 대한민국의 교도소이다. 대구광역시 달성군 하빈면 하빈로 204(감문리)에 있다.

## 역사
한일 병합 조약 체결 직전인 1908년에 대구부에 대구감옥이라는 이름으로 문을 열었다. 1910년에 중구 삼덕동(경북대학교 치과병원 ~ 일신학원 사이)으로 이전했으며, 1923년에는 대구형무소로 개칭되었다.
대한민국 건국 후에도 그대로 형무소로 사용되다가, 1961년에 대구교도소로 개칭되었다.

## 연혁
- 1908. 07. 16. 대구감옥 개청(경상감영)
- 1910. 04. 기관 이전(대구 삼덕동 102번지)
- 1923. 05. 05. 대구형무소 명칭변경
- 1961. 12. 23. 대구교도소 명칭변경
- 1971. 06. 01. 달성군 화원읍 천내리 472로 이전
- 2023. 11. 28. 현 위치로 이전(달성군 하빈면 감문리)
- 2024. 05. 02. 감문리 청사 개청식

## 사건
한국 전쟁 직후 대구형무소 재소자 중 총 2,574명이 학살되었다는 주장이 있다. 정치범부터 25일 구류 처분을 받은 사람까지 다양한 재소자를 포함한 이들은 전쟁 발발 후 부산구치소의 전신인 부산형무소로 이감되었다가 살해되었다.
이육사 일제강점기 시기 저항시인인 이육사는 의열단에 소속되어 1927년 조선은행 대구지점 폭파사건 등의 의열 투쟁에 참여하였으며, 일제에 의해 체포되어 대구 형무소에서 옥고를 치렀다. 그의 필명 이육사는 당시 대구 형무소에서 그가 받은 수인번호 264에서 비롯되었다는 이야기가 전해진다.